# Єпископат Українського екзархату
Єпископат Українського екзархату Російської православної церкви за час свого існування з 1921 до 1990 року налічує загалом до 190 архієреїв. Більшість із них служили, окрім власне Українського екзархату, також і в єпархіях Російської православної церкви, а деякі в Українській автономній православній церкві. Усі єпископи, що були у складі єпископату екзархату на 27 жовтня 1990 року, продовжили своє архієрейське служіння вже в Українській православній церкві (Московського патріархату), що отримала у цей час самостійність і незалежність в управлінні.

## За алфавітом

### А
Аверкій (Кедров) — з 27 червня 1915 єпископ Острозький, вікарій Волинської єпархії; з 1920 у сані архієпископа; з 1922 архієпископ Волинський і Житомирський; з 1929 на засланні; розстріляний 27 листопада 1937.
Агапіт (Борзаковський) — 4 червня 1930 — 22 листопада 1933 єпископ Стародубський.
Агапіт (Вишневський) — з 4 жовтня 1911 єпископ Катеринославський і Маріупольський; з 1918 у сані архієпископа; † 1924.
Агафангел (Саввін) — 16 листопада 1975 хіротонізований у єпископа Вінницького і Брацлавського; з 9 вересня 1981 у сані архієпископа; з 10 квітня 1989 у сані митрополита.
Адріан (Анцино-Чекунський) — до 1922 хіротонізований у єпископа Ушицького, вікарія Кам'янець-Подільської єпархії; з 1922 в обновленстві.
Алексій (Баженов) — з 1917 єпископ Єлизаветградський, вікарій Одеської єпархії; з 1921 єпископ Тираспольський, тимчасово керуючий Одеською єпархією; з 1922 в обновленстві.
Алексій (Готовцев) — 8 травня 1921—1923 єпископ Звенигородський, вікарій Київської єпархії; † 1936.
Алексій (Громадський) — 21 квітня 1922 хіротонізований у єпископа Луцького, вікарія Волинської єпархії; з 20 квітня 1923 єпископ Гродненський; з 3 червня 1926 у Польській православній церкві у сані архієпископа; у 1940 повернувся до юрисдикції Московського патріархату, архієпископ Волинський; 8 квітня 1943 убитий.
Аліпій (Хотовицький) — 15 червня 1958 хіротонізований у єпископа Полтавського і Кременчуцького; з 14 серпня 1961 єпископ Дніпропетровський; з 14 листопада 1961 єпископ Полтавський і Кременчуцький; з 30 березня 1964 єпископ Вінницький і Брацлавський; з 24 квітня 1966 в сані архієпископа; з 11 листопада 1975 на спочинку; † 30 травня 1977.
Амвросій (Казанський) — 2 лютого 1920—1929 хіротонізований у єпископа Кременецького, вікарія Волинської єпархії; † 28 квітня 1933.
Амвросій (Полянський) — 22 жовтня 1918 хіротонізований у єпископа Вінницького; з 1922 єпископ Кам'янець-Подільський; у 1925 заарештований; † 1931.
Анатолій (Бусел) — у 1948 хіротонізований у єпископа Ізмаїльського; з 27 грудня 1951 єпископ Кам'янець-Подільський; † 10 березня 1953.
Анатолій (Грисюк) — з 1928 архієпископ Одеський; з 21 жовтня 1932 в сані митрополита; 1934—1935 керуючий Харківською єпархією; у липні 1936 заарештований; † 23 січня 1938 у таборі.
Андрій (Горак) — 18 квітня 1990 хіротонізований у єпископа Львівського та Дрогобицького.
Андрій (Комаров) — з 14 квітня 1944 архієпископ Дніпропетровський і Запорізький; † 17 листопада 1955.
Андрій (Одинцов) — з 1919 єпископ Маріупольський, вікарій Катеринославської єпархії; з 1922 в обновленстві.
Андрій (Сухенко) — 25 лютого 1947 хіротонізований у єпископа Чернівецького і Буковинського; з 9 лютого 1954 єпископ Вінницький і Брацлавський; з 17 жовтня 1955 єпископ Чернігівський і Ніжинський; з 22 вересня 1956 в сані архієпископа; з 2 жовтня 1961 на спочинку; † 17 червня 1973.
Антоній (Вакарик) — з 7 жовтня 1967 єпископ Сімферопольський і Кримський; з 31 травня 1973 єпископ Чернігівський і Ніжинський; з 6 вересня 1974 у сані архієпископа
Антоній (Кротевич) — 14 серпня 1944—1946 єпископ Житомирський і Овруцький; † 21 листопада 1973.
Антоній (Марценко) — у 1925—1935 єпископ Камінь-Каширський; 1941—1944 єп. Херсонський і Одеський; † 1952.
Антоній (Мельников) — 31 травня 1964 — 25 травня 1965 єпископ Білгород-Дністровський, вікарій Одеської єпархії; † 29 травня 1986.
Антоній (Москаленко) — 13 жовтня 1985 хіротонізований у єпископа Переяслав-Хмельницького, вікарія Київської єпархії; 30 грудня 1986 — 31 січня 1990 єпископ Чернівецький і Буковинський;
Антоній (Панкеєв) — 27 серпня 1924 — 21 листопада 1933 єпископ Маріупольський, вікарій Дніпропетровської єпархії; розстріляний 1 червня 1938.
Антоній (Пельвецький) — 24 січня 1946 хіротонізований у єпископа Станіславського і Коломийського; з 1954 у сані архієпископа; † 3 лютого 1957.
Антоній (Храповицький) — з 30 травня 1918 митрополит Київський і Галицький; з 1919 в еміграції; глава РПЦЗ; 22 червня 1934 Синодом РПЦЗ заборонений у священнослужінні; † 10 серпня 1936.
Аркадій (Остальський) — 15 вересня 1926—1937 єпископ Лубенський, вікарій Полтавської єпархії; був на засланні; розстріляний 29 грудня 1937.
Арсеній (Крилов) — з 17 листопада 1953 — 29 липня 1954 єпископ Чернігівський і Ніжинський; † 26 травня 1962.
Арсеній (Смоленець) — з 25 червня 1930 архієпископ Кримський; з 27 червня 1932 на спочинку; † 19 грудня 1937.
Афанасій (Мовчанівський) — в 1925 хіротонізований у єпископа Сквирського, вікарія Київської єпархії; репресований, розстріляний 8 січня 1938 року в урочищі Сандармох (Карельська АРСР).

### Б
Боголеп (Анцух) — 9 листопада 1963 хіротонізований у єпископа Мукачівського і Ужгородського; з 5 лютого 1965 єпископ Переяслав-Хмельницький, вікарій Київської єпархії; 25 травня 1965 єпископ Кіровоградський і Миколаївський; з 9 вересня 1974 у сані архієпископа; з 6 жовтня 1977 на спочинку; † 13 травня 1978.
Борис (Вік) — 2 квітня 1944 хіротонізований у єпископа Ніжинського, вікарія Чернігівської єпархії; квітень 1945 — 13 січня 1947 єпископ Чернігівський і Ніжинський; з 25 лютого 1956 архієпископ Херсонський і Одеський; з 25 лютого 1959 у сані митрополита (екзарх Північної і Південної Америки до 16 червня 1962); † 16 квітня 1965.

### В
Валеріан (Рудич) — 25 травня 1921 — 16 вересня 1923 єпископ Проскурівський, вікарій Подільської єпархії; з січня 1934 на засланні; подальших достовірних відомостей немає.
Варлаам (Борисевич) — 13 травня 1945 хіротонізований у єпископа Вінницького і Брацлавського; з січня 1946 єпископ Волинський та Рівненський; з 3 червня 1948 єпископ Кам'янець-Подільський і Проскурівський; з 27 грудня 1951 єпископ Ізмаїльський і Болградський; з 1 лютого 1955 єпископ Хмельницький і Кам'янець-Подільський; з 5 вересня 1956 — 5 липня 1961 єпископ Мукачівський і Ужгородський; з 25 лютого 1957 у сані архієпископа; † 9 травня 1975.
Варлаам (Ільющенко) — 22 жовтня 1972 єпископ Переяслав-Хмельницький, вікарій Київської єпархії; з 18 березня 1977 єпископ Чернівецький і Буковинський; з 30 грудня 1986 єпископ Волинський та Рівненський; з 9 вересня 1987 у сані архієпископа; † 17 вересня 1990.
Варлаам (Козуля) — у 1926  таємно хіротонізований у єпископа Бершадського; у 1928  керуючий Вінницькою єпархією; розстріляний 10 жовтня 1937.
Варфоломій (Ващук) — 24 лютого 1990 хіротонізований у єпископа Волинського і Рівненського; з 10 квітня 1990 єпископ Волинський і Луцький.
Василій (Богдашевський) — з 6 серпня 1914 єпископ Канівський, вікарій Київської єпархії; з 1925  у сані архієпископа; † 25 лютого 1933.
Василій (Васильцев) — 1 жовтня 1989 хіротонізований у єпископа Кіровоградського і Миколаївського.
Василій (Зеленцов) — 12 серпня 1925 хіротонізований у єпископа Прилуцького, вікарія Полтавської єпархії; з 1927  єпархією не керував; розстріляний 9 лютого 1930.
Венедикт (Поляков) — з 23 липня 1956 архієпископ Житомирський і Овруцький; з 8 вересня 1958 на спочинку; † грудень 1963.
Веніамін (Новицький) — серпень 1942 — 1945 єпископ Полтавський.
Володимир (Кобець) — з 27 грудня 1951 єпископ Житомирський і Овруцький; з 20 квітня 1954 у сані архієпископа; з 23 липня 1956 на спочинку; † 24 січня 1960.
Володимир (Сабодан) — з 28 листопада 1968 єпископ Переяслав-Хмельницький, вікарій Київської єпархії; 20 березня 1969 — 18 квітня 1973 єпископ Чернігівський і Ніжинський.
Володимир (Соколовський-Автономов) — з 1921  архієпископ Катеринославський; у 1926  в «григоріанському» розколі; † 27 листопада 1931.
В'ячеслав (Шкурко) — 31 жовтня 1932 хіротонізований у єпископа Новоград-Волинського, вікарія Київської єпархії; з 23 жовтня 1934 єпископ Сумський, вікарій Харківської єпархії; з 1935  на засланні.

### Г
Георгій (Делієв) — 26 грудня 1926 хіротонізований у єпископа Богуславського, вікарія Київської єпархії; 1923—1928 тимчасово керуючий Київською єпархією; 1926—1928 єпископ Таращанський; з 1928  єпископ Дніпропетровський; з 1937  взятий під арешт і убитий у в'язниці.
Герасим (Строганов) — у 1918  хіротонізований у єпископа Балтського, вікарія Кам'янець-Подільської єпархії; з 1922  в обновленстві.
Гліб (Савін) — 2 серпня 1990 хіротонізований у єпископа Сімферопольського і Кримського.
Григорій (Закаляк) — 27 вересня 1956 хіротонізований у єпископа Дрогобицького і Самбірського; з 21 травня 1959 єпископ Чернівецький і Буковинський; з 19 вересня 1960 єпископ Львівський і Тернопільський; з 15 жовтня 1964 єпископ Чернівецький і Буковинський; з 26 жовтня 1964 на спочинку; з 5 лютого 1965 архієпископ Мукачівський і Ужгородський; з 18 березня 1977 на спочинку; † 10 лютого 1984.
Григорій (Лісовський) — у 1922  хіротонізований у єпископа Лубенського; з 1923  архієпископ Полтавський; з 1926  у сані митрополита; † 17 березня 1927.
Гурій (Єгоров) — з 31 липня 1954 архієпископ Чернігівський і Ніжинський; 19 жовтня 1955 — 21 травня 1959 архієпископ Дніпропетровський і Запорізький; з 14 листопада 1961 митрополит Сімферопольський і Кримський; † 12 липня 1965.

### Д
Даміан Бодрий — з 4 жовтня 1979 єпископ Полтавський і Кременчуцький; з 26 червня 1985 єпископ Мукачівський та Ужгородський; † 1 липня 1989.
Дамаскин (Малюта) — 9 серпня 1940 хіротонізований у єпископа Житомирського; з 1941  єпископ Чернівецький та Хотинський; з 1943  єпископ Кам'янець-Подільський; з 1944  в ув'язненні, де й помер.
Дамаскин Цедрик — 14 вересня 1923 хіротонізований у єпископа Стародубського, вікарія Чернігівської єпархії; з 1925  під арештом; з 1929  у Соловецькому таборі; з 1933  на волі; з 1934  на засланні; з 1936  в Карагандинському таборі; розстріляний 10 вересня 1937.
Даміан (Воскресенський) — 29 квітня 1918 хіротонізований у єпископа Переяславського; 1920—1927 у в'язниці і на засланні; 1927 — 1928 архієпископ Полтавський і Переяславський; † у 1940-х.
Даміан (Марчук) — 2 квітня 1961 хіротонізований у єпископа Чернівецького і Буковинського; з 15 жовтня 1964 єпископ Львівський і Тернопільський; з 10 вересня 1965 у сані архієпископа; з 8 жовтня 1965 архієпископ Волинський і Рівненський; з 30 грудня 1986 на спочинку; † 5 червня 1987.
Димитрій (Абашидзе) — з 6 квітня 1915 архієпископ Таврійський; з кінця 1920-х на спочинку, прийняв схиму з ім'ям Антоній; † грудень 1943.
Димитрій (Вербицький) — 31 жовтня 1921 хіротонізований у єпископа Уманського, вікарія Київської єпархії; з 1921  єпископ Білоцерківський; з 1924  єпископ Уманський; з 1925  у сані архієпископа; з квітня 1930 архієпископ Київський; † 1 лютого 1932.
Димитрій (Галицький) — у 1923  хіротонізований у єпископа Старобільського, вікарія Харківської єпархії; з 1925  єпископ Пирятинський, вікарій Полтавської єпархії; з 1927  єпископ Проскурівський, вікарій Подільської єпархії; † 11 вересня 1932.
Димитрій (Маган) — 11 червня 1942 хіротонізований у єпископа Дніпропетровського і Запорізького; з грудня 1943 керуючий Донецькою єпархією; після закінчення Німецько-радянської війни в еміграції; † 1 квітня 1970.
Діонісій (Прозоровський) − 29 листопада 1928 — 25 червня 1930 архієпископ Феодосійський, вікарій Таврійської єпархії; з 1936  в ув'язненні.
Донат (Щеголев) — 26 грудня 1957 — 8 вересня 1958 єпископ Балтський, вікарій Одеської єпархії; † 27 жовтня 1979.
Дорофей (Филип) — 12 червня 1955 — хіротонізований у єпископа Кременецького. З 19 серпня 1955 по 25 жовтня 1964 єпископ Пряшівський. З 25 жовтня 1964 до 30 грудня 1999 року — празький митрополит, голова Православної Церкви Чехословаччини.  † 30 грудня 1999.

### Є
Євлампій (Краснокутський) — 30 вересня 1917 хіротонізований у єпископа Олександрівського і Павлоградського, вікарія Дніпропетровської єпархії; † 1922.
Євлогій (Морковський) — 23 липня 1942 хіротонізований у єпископа Вінницького; з 1943 р. в еміграції; † 24 березня 1951.
Євменій (Хорольський) — 28 лютого 1954 хіротонізований у єпископа Чернівецького і Буковинського; з 9 грудня 1958 архієпископ Житомирський і Овруцький; † 25 серпня 1967.
Євстратій (Подільський) — 20 листопада 1949 хіротонізований у єпископа Кіровоградського, вікарія Херсонської єпархії; з 17 березня 1950 єпископ Кіровоградський і Миколаївський; з 27 грудня 1951 єпископ Сумський; з 13 липня 1958 на спочинку; † 30 липня 1972.
Євфимій (Шутак) — 28 серпня 1989 хіротонізований у єпископа Мукачівського та Ужгородського.

### І
Ігнатій (Демченко) — 3 вересня 1961 хіротонізований у єпископа Хмельницького і Кам'янець-Подільського; з 12 січня 1962 єпископ Чернігівський і Ніжинський; з 16 листопада 1962 єпископ Кіровоградський і Миколаївський; з 25 квітня 1965 на спочинку; † 5 жовтня 1981.
Іларіон (Кочергін) — 13 листопада 1949 хіротонізований у єпископа Уманського, вікарія Київської єпархії; з 22 липня 1950 єпископ Мукачівський і Ужгородський; з 5 вересня 1956 єпископ Хмельницький і Каменецький; з 14 серпня 1961 на спочинку; † 24 листопада 1965.
Іларіон (Прохоров) — 30 вересня 1945 хіротонізований у єпископа Сумського і Охтирського; 27 грудня 1951 − 17 листопада 1953 єпископ Кіровоградський і Миколаївський; † 27 січня 1973.
Іннокентій (Зельницький) — 30 січня 1949 − 27 грудня 1951 єпископ Вінницький і Брацлавський; † 10 березня 1968.
Іннокентій (Леоферов) — 13 грудня 1953 — 28 серпня 1958 єпископ Кіровоградський і Миколаївський; † 6 вересня 1971.
Іннокентій (Летяєв) — з 5 січня 1935 архієпископ Харківський; з 1936 р. в ув'язненні, де й помер.
Іннокентій (Тихонов) — з січня 1937 архієпископ Харківський; з 23 березня 1937 архієпископ Вінницький; у жовтні 1937 заарештований і загинув в ув'язненні.
Іоанн (Боднарчук) — 23 жовтня 1977 хіротонізований у єпископа Житомирського і Овруцького; з 13 вересня 1989 на спочинку; 14 листопада 1989 позбавлений сану.
Іоанн (Вендланд) — 28 грудня 1958 — 30 липня 1960 єпископ Подільський; † 25 березня 1989.
Іоанн (Доброславін) — з 16 жовтня 1916 єпископ Новгород-Сіверський, вікарій Чернігівської єпархії; з 1923  єпископ Конотопський, вікарій Чернігівської єпархії; у 1927  на спочинку.
Іоанн (Лавриненко) — 9 грудня 1941 — 1942 єпикоп Ковельський, вікарій Волинської єпархії; † 12 жовтня 1985.
Іоанн (Петропавловський) — в 1927  згадується на спочинку (колишній єпископ Феодосійський, вікарій Таврійської єпархії) і під забороною; подальших відомостей немає.
Іоанн (Соколов) — з 12 лютого 1944 митрополит Київський і Галицький, екзарх України; з 30 березня 1964 на спочинку; † 29 березня 1968.
Іоанникій (Кобзєв) — 13 грудня 1988 хіротонізований у єпископа Слов'янського, вікарія Одеської єпархії; з 19 лютого 1990 єпископ Донецький і Ворошиловградський, з 3 травня 1990 Донецький і Луганський.
Іоанникій (Соколовський) — 21 жовтня 1921 — грудень 1924 єпископ Бахмутський; перейшов у «лубенський», а потім в «григоріанський» розколи; позбавлений сану.
Іоасаф (Журманов) — 13 серпня 1944 — 9 квітня 1946 єпископ Сімферопольський і Таврійський; † 18 березня 1962.
Іоасаф (Лелюхін) — 17 серпня 1958 хіротонізований у єпископа Сумського і Охтирського; з 21 травня 1959 єпископ Дніпропетровський і Запорізький; з 14 серпня 1961 єпископ Вінницький і Брацлавський; з 25 лютого 1964 у сані архієпископа; з 30 березня 1964 митрополит Київський і Галицький, екзарх України; † 24 квітня 1966.
Іов (Кресовіч) — 24 липня 1942 хіротонізований у єпископа Луцького, вікарія Волинської єпархії; з 6 червня 1943 єпископ Кременецький і Дубенський; з 14 лютого 1954 єпископ Ізмаїльський; з 5 квітня 1946 на спочинку; † 4 грудня 1977.
Іов (Тивонюк) —  3 січня 1975 хіротонізований у єпископа Зарайського (1975—1988), Костромський і Галицький (1988—1989), Житомирський і Новоград-Волинський (1989—1994), Одінцовський (1994—1996), Челябінський і Златоустівський (1996—2011). † 1 грудня 2020.
Іонафан (Єлецьких) — 23 квітня 1989 хіротонізований у єпископа Переяслав-Хмельницького, вікарія Київської єпархії.
Іосиф (Петрових) — з 17 вересня 1927 митрополит Одеський і Херсонський, але призначення не прийняв; з 27 березня 1928 заборонений у священнослужінні; арештований і висланий в Казахстан; розстріляний 20 листопада 1937.
Іосиф (Савраш) — 4 серпня 1957 хіротонізований у єпископа Станіславського і Коломийського; з 5 лютого 1965 у сані архієпископа; з 12 жовтня 1982 на спочинку; † 5 червня 1984.
Іриней (Середній) — єпископ Алма-Атинський і Казахстанський (1982 — 1984), Серпуховський, керуючий патріаршими парафіями в Канаді і США (1976 — 1982), Уфимський і Стерлитамакський (1975 — 1976), Харківський і Богодухівський; 28 березня 1984 - 13 вересня 1989 Львівський і Тернопільський; 13 вересня 1989 - 10 квітня 1990 Рівненський і Острозький 10 квітня 1990 - 19 жовтня 1993 з 19 жовтня 1993 Дніпропетровський і Павлоградський.

### К
Кирил (Соколов) — 9 грудня 1921 — 1922 єпископ Феодосійський; з 13 січня 1931 в ув'язненні; розстріляний 31 серпня 1937.
Священномученик Костянтин (Дьяков) — 8 вересня 1924 хіротонізований у єпископа Сумського, вікарія Харківської єпархії; з 12 листопада 1927 архієпископ Харківський і Охтирський, екзарх України; з 18 травня 1932 у сані митрополита; з 26 червня 1934 митрополит Київський, екзарх України; † 10 листопада 1937 у в'язниці.
Корнилій (Попов) — з 15 лютого 1921 єпископ Сумський, вікарій Харківської єпархії; з вересня 1922  в обновленстві; 4 грудня 1943 — 13 квітня 1945 приніс покаяння, прийнятий у сущому сані і призначений єпископом Сумським і Охтирським; з лютого 1945  у сані архієпископа; † 27 жовтня 1966.

### Л
Лазар (Швець) — 26 червня 1985 — 4 жовтня 1985 архієпископ Івано-Франківський і Коломийський; з 10 квітня 1989 архієпископ Тернопільський і Кременецький.
Леонтій (Гудимов) — з 22 грудня 1964 єпископ Волинський і Рівненський; з 8 жовтня 1965 єпископ Сімферопольський і Кримський; 7 жовтня 1967 — 1 грудня 1970 єпископ Харківський і Богодухівський; з 25 лютого 1968 у сані архієпископа; з 31 травня 1973 архієпископ Сімферопольський і Кримський; з 10 квітня 1989 у сані митрополита; з 19 лютого 1990 митрополит Херсонський і Таврійський; † 16 березня 1992.
Леонтій (Матусевич) — 3 вересня 1922 хіротонізований у єпископа Коростенського, вікарія Волинської єпархії; з 1923  в обновленстві, і приніс покаяння; † 23 грудня 1942 у засланні.
Леонтій (Филипович) — 26 листопада 1941 хіротонізований у єпископа Бердичівського, вікарія Волинської єпархії; з 1941  керуючий Житомирською єпархією; перейшов в Українську автокефальну православну церкву; † 2 липня 1971.
Лоллій (Юріївський) — у 1921  хіротонізований у єпископа Могилевського, вікарія Подільської єпархії; з 1922  в обновленстві, приніс покаяння; † 11 лютого 1935.
Святитель Лука (Войно-Ясенецький) — з травня 1946 архієпископ Сімферопольський і Кримський; † 11 червня 1961.

### М
Макарій (Кармазін) — у 1921  хіротонізований у єпископа Уманського, вікарія Київської єпархії; з 1925  єпископ Катеринославський (Дніпропетровський); з 1927  єпархією не керував; розстріляний 20 листопада 1937.
Макарій (Оксіюк) — 22 квітня 1945 хіротонізований у єпископа Львівського і Тернопільського; з 3 червня 1948 у сані архієпископа; з 15 травня 1951 в юрисдикції Польської православної церкви; † 2 березня 1961.
Макарій (Свистун) — 7 червня 1970 хіротонізований у єпископа Уманського, вікарія Київської єпархії; до 26 грудня 1974 керуючий парафіями РПЦ у Канаді та США; з 9 вересня 1979 у сані архієпископа; 12 жовтня 1982 — 26 червня 1985, 4 жовтня 1985 — 20 березня 1990 архієпископ Івано-Франківський і Коломийський, Архієпископ Клинський,
вікарій Московської єпархії (20 червня 1990 — 22 липня 1992) митрополит Вінницький і Могилів-Подільский (22 липня 1992 - 4 червня 2007). † 4 червня 2007

Максим (Бачинський) — 13 травня 1944 хіротонізований у єпископа Луцького; 1944 — грудень 1945 єпископ Вінницький і Кам'янець-Подільський; травня 1946 — 10 червня 1947 єпископ Ізмаїльський і Болградський; дата † невідома.
Максим (Жижиленко) — 1924 — 1928 єпископ Овруцький; з 1929  у Соловецькому таборі; розстріляний 18 лютого 1931.
Максим (Руберовський) — у 1923  хіротонізований у єпископа Полонського, вікарія Волинської єпархії; з 1929  єпископ Волинський; заарештований після 1936 ; розстріляний 23 листопада 1937.
Марк (Петровцій) — 28 липня 1988 хіротонізований у єпископа Кременецького, вікарія Львівської єпархії; 28 грудня 1988 — 10 квітня 1989 єпископ Тернопільський і Кременецький.
Матвій (Храмцов) — у 1923  хіротонізований у єпископа Новгород-Сіверського, вікарія Чернігівської єпархії; 1926 — 1930 єпископ Городнянський, вікарій Чернігівської єпархії; † 7 квітня 1931.
Мелхиседек (Аверченко) — 13 червня 1925 хіротонізований у єпископа Андріївського; ухилився в обновленського розкол; у 1926  приніс покаяння; з 19 листопада 1933 у засланні.
Мефодій (Мензак) — 29 серпня 1962 хіротонізований у єпископа Волинського і Рівненського; 22 грудня 1964 — 7 жовтня 1967 єпископ Чернівецький і Буковинський; † 23 жовтня 1974.
Миколай (Браїловський) — у 1921  хіротонізований у єпископа Черкаського; † 1925.
Миколай (Кутєпов) — 10 вересня 1961 — 9 жовтня 1963 єпископ Мукачівський та Ужгородський.
Миколай (Могилевський) — 26 жовтня 1919 хіротонізований у єпископа Стародубського, вікарія Чернігівської єпархії; 1920 — 6 серпня 1923 єпископ Сосницький, вікарій Чернігівської єпархії; † 25 жовтня 1955.
Миколай (Пирський) — 3 січня 1923 хіротонізований у єпископа Кобелянського, вікарія Полтавської єпархії; з 1927  єпископ Роменський, вікарій Полтавської єпархії; з 1931  архієпископ Новоградволинскій; з 13 травня 1932 архієпископ Полтавський; † 9 червня 1935.
Миколай (Сузделовський) — у 1923  хіротонізований у єпископа Белиничеського, вікарія Волинської єпархії; ухилився в «григоріанський» розкол.
Миколай (Чуфаровський) — 21 травня 1944 хіротонізований у єпископа Полтавського і Кременчуцького; з 23 травня 1944 — 3 січня 1946 єпископ Волинський і Луцький (з 1945  Волинський і Рівненський); † 7 березня 1967.
Миколай (Юрик) — 31 жовтня 1965 хіротонізований у єпископа Львівського і Тернопільського; з 18 квітня 1966 у сані архієпископа; з 17 червня 1971 у сані митрополита; з 23 листопада 1983 на спочинку; † 1 жовтня 1984.
Миколай (Ярушевич) — з 1940  архієпископ Волинський і Слуцький; з 9 березня 1941 у сані митрополита; 15 липня 1941 — 28 січня 1944 митрополит Київський і Галицький; † 13 грудня 1961.
Михаїл (Єрмаков) — з 1921  керуючий Київською єпархією, єпископ Гродненський і Брестський; з 1924  митрополит Київський і екзарх України; 1925—1927 в ув'язненні; † 30 березня 1929.
Михаїл (Мельник) — 25 лютого 1946 хіротонізований у єпископа Дрогобицького і Самбірського; † 9 жовтня 1955.
Михаїл (Рубинський) — 29 квітня 1945 хіротонізований у єпископа Херсонського і Миколаївського; з 1947  єпископ Кіровоградський і Чигиринський; з 12 травня 1947 на спочинку; † 29 грудня 1962.
Модест (Нікітін) — з 9 жовтня 1917 єпископ Севастопольський; з 11 грудня 1917 на спочинку; з 1922  в обновленстві; 3 червня 1931 приніс покаяння.

### Н
Назарій (Блінов) — 31 січня 1910 — 1925 єпископ Черкаський, вікарій Київської єпархії; 1919—1921 керуючий Київською єпархією.
Нафанаїл (Троїцький) — з 1921  архієпископ Харківський і Охтирський; з 1924  у сані митрополита; з 1924  в ув'язненні; † 7 квітня 1933.
Нестор (Анісімов) — з 9 грудня 1959 тимчасово керуючий Кіровоградській єпархією; з 1960  митрополит Кіровоградський і Миколаївський; † 4 листопада 1962.
Нестор (Сидорук) — 14 жовтня 1945 хіротонізований у єпископа Уманського, вікарія Київської єпархії; 24 жовтня 1945 — 3 червня 1948 єпископ Ужгородський і Мукачівський; † 1 жовтня 1951.
Нестор (Тугай) — 6 грудня 1953 хіротонізований у єпископа Уманського, вікарія Київської єпархії; з 11 листопада 1954 єпископ Переяслав-Хмельницький; з 16 березня 1961 єпископ Харківський і Богодухівський; з 30 березня 1964 єпископ Чернігівський і Ніжинський; † 17 лютого 1969.
Никандр (Феноменов) — листопад 1925 — 1927 митрополит Одеський; † 18 лютого 1933.
Никанор (Юхимюк) — 30 листопада 1979 хіротонізований у єпископа Подільського з направленням у юрисдикцію Чехословацької православної церкви до 29 листопада 1987; з 6 липня 1989 єпископ Сумський і Охтирський.
Никифор (Богословський) — у 1922  хіротонізований у єпископа Городнянського, вікарія Чернігівської єпархії; ухилився в обновленство.
Никодим (Кротков) — 1921 — 1922 єпископ Таврійський і Сімферопольський; з 1922  у сані архієпископа; † 21 серпня 1938 у в'язниці.
Никодим (Руснак) — з 1 грудня 1970 архієпископ Харківський і Богодухівський; з 23 листопада 1983 архієпископ Львівський і Тернопільський, з 9 квітня 1985 у сані митрополита; з 30 грудня 1988 митрополит Львівський і Дрогобицький; з 13 вересня 1989 митрополит Харківський і Богодухівський.
Никон (Петін) — 21 травня 1944 хіротонізований у єпископа Ворошиловградського; з 1945  єпископ Донецький і Ворошиловградський; з 19 серпня 1951 у сані архієпископа; † 16 квітня 1956.
Нифонт (Сапожков) — січень 1947 — 18 листопада 1948 єпископ Уманський, вікарій Київської єпархії; з 17 березня 1950 єпископ Житомирський і Овруцький; † 7 жовтня 1951.
Нифонт (Солодуха) — 19 березня 1990 хіротонізований у єпископа Хмельницького і Кам'янець-Подільського.

### О
Олександр (Виноградов) — 26 січня 1947 хіротонізований у єпископа Житомирського і Овруцького; з 13 грудня 1949 на спочинку; † 19 листопада 1951.
Олександр (Петровський) — 30 жовтня 1932 хіротонізований у єпископа Уманського, вікарія Київської єпархії; з 25 серпня 1933 єпископ Вінницький; з 20 травня 1937 архієпископ Харківський; з 1938  єпархією не керував; † 24 травня 1940 у в'язниці.
Олександр (Раєвський) — 26 січня 1923 хіротонізований у єпископа Севастопольського, вікарія Таврійської єпархії; ухилився в обновленство; в 1924  через покаяння прийнятий у сущому сані; 1924 — 20 березня 1928 єпископ Керченський, тимчасово керуючий Таврійською єпархією
Олександр (Чекановський) — у 1921  хіротонізований у єпископа Бердичівського, вікарія Київської єпархії; з 1922  в обновленстві; † 1939 без покаяння.
Онуфрій (Гагалюк) — 22 січня 1923 хіротонізований у єпископа Єлизаветградського, вікарія Одеської єпархії; в 1924  заарештований; з 1926  в ув'язненні; розстріляний 1 червня 1938.

### П
Павло (Колосов) — у 1921  хіротонізований у єпископа Єлизаветградського, вікарія Харківської єпархії; з 1923  на спочинку; † 1925.
Павло Кратіров — у 1921  хіротонізований у єпископа Старобільського, вікарія Харківської єпархії; з 1922  на спочинку.
Паїсій (Образцов) — 13 січня 1947 − 19 червня 1947 єпископ Чернігівський і Ніжинський; † 29 жовтня 1953.
Палладій (Камінський) — 30 березня 1947 хіротонізований у єпископа Полтавського і Кременчуцького; з 15 листопада 1952 єпископ Волинський і Рівненський; 23 липня 1956 — 31 травня 1960 архієпископ Львівський; з 8 лютого 1968 архієпископ Житомирський і Овруцький; з 6 жовтня 1977 на спочинку; † 6 червня 1978.
Палладій (Шиман) — 8 лютого 1987 — 30 листопада 1988 єпископ Переяслав-Хмельницький, вікарій Київської єпархії.
Памфіл (Лясковський) — 26 грудня 1921 — 6 березня 1928 єпископ Стародубський, вікарій Чернігівської єпархії; 10 січня 1936 наклав на себе руки.
Панкратій (Кашперук) — 28 квітня 1946 хіротонізований у єпископа Кам'янець-Подільського і Проскурівського; з 3 червня 1948 єпископ Волинський і Рівненський; з 15 листопада 1952 єпископ Львівський і Тернопільський; з 23 липня 1956 архієпископ Волинський; з 9 липня 1962 на спочинку; † 13 липня 1972.
Пантелеймон (Рудик) — 16 березня 1941 − 1945 єпископ Львівський; † 2 жовтня 1968.
Парфеній (Брянських) — 16 травня 1921 хіротонізований у єпископа Новомиргородського; з 1923  єпископ Ананьївський, вікарій Одеської єпархії; з 1925  в ув'язненні; з 1928  на спочинку.
Парфеній (Левицький) — з 1920  архієпископ Полтавський і Переяславський; † 1921.
Пахомій (Кедров) — з 1917  єпископ Чернігівський; з 29 листопада 1923 у сані архієпископа; з 1927  в ув'язненні; † 11 листопада 1937.
Петро (Киреєв) — в 1922  хіротонізований у єпископа Переяславського, вікарія Полтавської єпархії; † 1922.
Пимен (Ізвєков) — 17 листопада 1957 — 26 листопада 1957 єпископ Балтський, вікарій Одеської єпархії, майбутній Патріарх Московський.
Пимен (Пегов) — з 1918  єпископ Подільський і Брацлавський; з 1921  у сані архієпископа; з 1922  в обновленстві; в 1935  приніс покаяння і призначений архієпископ Подільським і Брацлавським; † 1942.
Платон (Петров) — в 1920  хіротонізований у єпископа Уманського, вікарія Київської єпархії; † 1921.
Порфирій (Гулевич) — 25 червня 1928 хіротонізований у єпископа Криворізького, вікарія Дніпропетровської єпархії; з 5 вересня 1930 єпископ Зінов'євський, вікарій Одеської єпархії; з 11 серпня 1931 єпископ Кримський; з жовтня 1936  в ув'язненні; розстріляний 2 грудня 1937.
Прокопій (Титов) — з 30 серпня 1914 єпископ Єлизаветградський, вікарій Херсонської єпархії; з 1919  єпископ Миколаївський, вікарій Одеської єпархії; з 1921  єпископ Одеський і Херсонський; з червня 1925 у сані архієпископа; з 27 листопада 1925 єпархією не керував; у 1927  згадується як архієпископ Херсонський і Миколаївський; розстріляний 23 листопада 1937.

### С
Савва (Бабинець) — 30 березня 1969 хіротонізований у єпископа Переяслав-Хмельницького, вікарія Київської єпархії; з 2 лютого 1972 єпископ Чернівецький і Буковинський; з 18 березня 1977 єпископ Мукачівський і Ужгородський; з 26 червня 1985 єпископ Полтавський і Кременчуцький; з 4 квітня 1990 у сані архієпископа; † 25 лютого 1992.
Севастіан (Пилипчук) — 16 жовтня 1977 хіротонізований у єпископа Кіровоградського і Миколаївського; з 14 вересня 1989 на спочинку.† 3 лютого 1992
Серафим (Сіліч) — 25 жовтня 1921 хіротонізований у єпископа Олександрівського і Павлоградського, вікарій Катеринославської єпархії; з 1922  в обновленстві; 12 червня 1924 приніс покаяння; розстріляний 15 вересня 1937.
Серафим (Соболєв) — 1 жовтня 1920 — квітень 1921 хіротонізований у єпископа Лубенського, вікарія Полтавської єпархії; † 26 лютого 1950.
Серафим (Шарапов) — з 15 листопада 1952 єпископ Полтавський і Кременчуцький; з 20 лютого 1958 на спочинку; † 22 серпня 1959.
Сергій (Гришин) — з 5 травня 1928 єпископ Полтавський; з 9 квітня 1930 у сані архієпископа; з 21 березня 1932 архієпископ Київський; з 26 червня 1934 архієпископ Харківський; 23 жовтня 1934 — 5 лютого 1935 архієпископ Вишгородський; † 4 жовтня 1943.
Сергій (Звєрєв) — 4 серпня 1922 хіротонізований у єпископа Севастопольського, вікарія Таврійської єпархії; 1923 — 25 вересня 1929 єпископ Мелітопольський, вікарій Таврійської єпархії; з 1927  у сані архієпископа; розстріляний 20 листопада 1937.
Сергій (Куминський) — 1 вересня 1923 хіротонізований у єпископа Радомишльського, вікарія Київської єпархії; 1928 — 1930 єпископ Бершадський, вікарій Київської єпархії; з 4 листопада 1937 у засланні.
Сергій (Лабунцов) — після 1922 хіротонізований у єпископа Прилуцького; ухилився в лубенський розкол.
Сергій (Ларін) — 15 серпня 1944 хіротонізований у єпископа Кіровоградського, вікарія Одеської єпархії; 1946 — 30 жовтня 1947 єпископ Одеський і Кіровоградський (потім Одеський і Херсонський); грудень 1949 — 17 березня 1950 єпископ Житомирський і Овруцький; † 12 вересня 1967.
Сергій (Петров) — 13 березня 1960 — 16 березня 1961 єпископ Білгород-Дністровський, вікарій Одеської єпархії; з 25 травня 1965 архієпископ Херсонський і Одеський; з 17 червня 1971 у сані митрополита; † 4 лютого 1990.
Симон (Івановський) — 24 березня 1924 хіротонізований у єпископа Кременецького, вікарія Волинської єпархії; з 15 квітня 1939 єпископ Острозький, вікарій Волинської єпархії Польської православної церкви; з 24 березня 1941 у сані архієпископа; возз'єднався з РПЦ; 1942—1944 архієпископ Чернігівський і Ніжинський; з 1945  архієпископ Полтавський; 1947—1955 єпархією не керував; з 17 жовтня 1955 архієпископ Вінницький і Брацлавський; з 14 серпня 1961 на спочинку; † 15 лютого 1966.
Стефан (Андріашенко) — 28 квітня 1924 — 13 грудня 1933 єпископ Олександрівський, вікарій Дніпропетровської єпархії; † 1935.
Стефан (Проценко) — 26 серпня 1926 хіротонізований у єпископа Козелецького, вікарія Чернігівської єпархії; з 28 жовтня 1932 єпископ Чернігівський; 1936—1942 в ув'язненні; з 25 серпня 1944 архієпископ Полтавський і Кременчуцький; з 5 червня 1945 архієпископ Харківський і Богодухівський; з 25 лютого 1959 у сані митрополита; † 6 жовтня 1960.

### Т
Тихон (Русинов) — з 27 червня 1935 єпископ Полтавський; з березня 1937 єпископ Одеський; подальших відомостей немає.

### Ф
Священномученик Фаддей (Успенський) — з 21 грудня 1908 — 1922 єпископ Володимир-Волинський, вікарій Волинської єпархії; з 1937  в ув'язненні; розстріляний 1 січня 1938.
Феодосій (Вощанський) — 22 липня 1926 — 9 травня 1928 єпископ Вінницький, вікарій Подільської єпархії; з 1933  в ув'язненні; † 1937.
Феодосій (Дикун) — 4 липня 1967 хіротонізований у єпископа Переяслав-Хмельницького, вікарія Київської єпархії; 7 жовтня 1967 — 4 жовтня 1979 єпископ Полтавський і Кременчуцький; з 7 вересня 1978 у сані архієпископа; з 19 лютого 1990 архієпископ Хмельницький і Кам'янець-Подільський; з 20 березня 1990 архієпископ Івано-Франківський і Коломийський. † 1 жовтня 2001
Феодосій (Кирика) — 14 жовтня 1933 — 23 травня 1937 єпископ Миколаївський, вікарій Одеської єпархії; з 26 серпня 1937 у засланні.
Феодосій (Коверницький) — у серпні 1945 хіротонізований у єпископа Чернівецького і Буковинського; 12 грудня 1947 — 21 жовтня 1949 єпископ Кіровоградський і Миколаївський; † 27 травня 1980.
Феодосій (Процюк) — 2 грудня 1962 хіротонізований у єпископа Чернігівського і Ніжинського; з 30 березня 1964 єпископ Полтавський і Кременчуцький; з 7 жовтня 1967 — 2 лютого 1972 єпископ Чернівецький і Буковинський.
Феодосій (Сергєєв) — 2 лютого 1923 хіротонізований у єпископа Прилуцького; з 1923  в обновленстві.
Феофіл (Булдовський) — 1 січня 1923 хіротонізований у єпископа Лубенського; заснував «лубенський розкол»; 25 грудня 1924 позбавлений сану і відлучений від Церкви; після війни повернувся в РПЦ через покаяння.
Феофілакт (Клементьєв) — з 1919  єпископ Прилуцький; з 1922  в обновленстві; † 5 січня 1923 без покаяння.
Філарет (Денисенко) — з 14 травня 1966 архієпископ Київський і Галицький, екзарх України; з 1968  у сані митрополита.
Філарет (Лінчевський) — 2 грудня 1923 хіротонізований у єпископа Черкаського і Чигиринського; з 13 травня 1932 єпископ Вінницький; з 27 березня 1934 архієпископ Уманський; з 23 жовтня 1934 архієпископ Волинський і Житомирський; з 19 червня 1937 відомостей немає; † 21 листопада 1941.
Фотій (Топіро) — з обновленських архієреїв; приніс покаяння; хіротонізований 12 липня 1943; з 1944  єпископ Херсонський і Миколаївський; з лютого 1946  у сані архієпископа; 12 грудня 1947 — 18 листопада 1948 архієпископ Одеський; з 27 грудня 1951 архієпископ Львівський та Тернопільський; † 20 серпня 1952.

### Я
Яків (Заїка) — 2 лютого 1947 хіротісаний у єпископа Вінницького і Брацлавського; з 18 листопада 1948 єпископ Чернігівський і Ніжинський; з 17 листопада 1953 на спочинку; † 18 березня 1983.
Яків (Немоловський) — 6 квітня 1922 хіротонізований у єпископа Старокостянтинівського і Ізяславського, вікарія Подільської єпархії; з 1922 в обновленстві.

### Сайти
- Исторические епархии Русской Православной Церкви (Древо)